# پدرو ماسو
پدرو ماسو (اسپانیایی: Pedro Masó‎؛ ۲۶ ژانویهٔ ۱۹۲۷ – ۲۳ سپتامبر ۲۰۰۸) کارگردان فیلم، و فیلم‌نامه‌نویس اهل اسپانیا بود که در سال ۱۹۶۴ برندهٔ جایزهٔ حلقه نویسندگان سینمایی شد.
از فیلم‌ها یا مجموعه‌های تلویزیونی که وی در آن‌ها نقش داشته‌است، می‌توان به «دختران صلیب سرخ»، سرقت در ساعت ۳ و سرقت در ساعت ۳... و نیم اشاره نمود.